# ブラックプリンセス2 炎の標的
『ブラックプリンセス2 炎の標的』（ブラックプリンセス2 ほのおのひょうてき）は、日本のVシネマである。東映より1991年3月8日に発表された。
宮崎萬純が扮する女刑事・恵が、巨大な悪の黒幕と戦うアクション作品。
キャッチフレーズは、「殺意がわたしを美しくする。法で裁けない犯罪は、わたしが裁く。血に飢えた悪党に怒りの弾丸を！」。

## キャスト
- 岡村恵：宮崎萬純 - 女刑事。
- 景山勇也：藤タカシ - 青年実業家。
- 伊原剛志- 岡村刑事の恋人。
- 上田耕一
- 竹中直人
- 広田玲央名
- 青山ちはる
- 早坂麻衣子
- 豊川悦司

## スタッフ
- 監督：田中秀夫
- 脚本：橋本以蔵
- 撮影：下村和夫
- 音楽：崎谷健次郎

## 主題歌
- 「25:00の嵐」崎谷健次郎

## ソフト
- VHS（1991年3月8日発売 東映 VRTM-01115）
- LD（発売不明）

## 関連作品
- 『ブラックプリンセス 地獄の天使』（1990年4月13日発売 東映 VRTM-01024）